# Колючие хомячки
Колючие хомячки (Scolomys) — род грызунов из трибы Oryzomyini подсемейства Sigmodontinae семейства Cricetidae. Некоторые данные свидетельствуют о его родстве с Zygodontomys. Важной характеристикой этого рода является то, что меховой покров на спине заменён плоскими иглами. Род включает два вида: S. melanops и S. ucayalensis.

## Таксономия
Род Scolomys был впервые описан американским зоологом Г. Э. Энтони в 1920 году по шести экземплярам, собранным американским зоологом британского происхождения Джорджем Генри Гамильтоном Тейтом на восточных склонах Анд в Эквадоре. Эти экземпляры относились к одному виду Scolomys melanops, и долгое время род считался монотипическим. Однако после исследований в верхнем бассейне Амазонки много десятилетий спустя, ещё один вид S. ucayalensis был описан из северного Перу Пачеко в 1991 году, а затем третий вид, S. juruaense из западной Бразилии, был описан Паттоном и да Силвой в 1994 году. В 2004 году Гомес-Лаверде и его коллеги пересмотрели систематику рода и его распространение и предположили, что S. juruaense недостаточно отличается от S. ucayalensis, чтобы оправдать выделение его в качестве отдельного вида.

## Характеристики
Представители этого рода — мелкие грызуны с длиной головы и тела от 80 до 90 мм и хвостом от 55 до 77 мм. У них небольшие, широкие головы, маленькие округлые, почти голые уши и короткий, густой, колючий мех. Верхняя часть тела седая, от красновато-коричневого до чёрного цвета, а нижняя — сероватая. Спинной покров состоит из тонких волосков с красноватыми или черноватыми кончиками и более толстых, уплощённых шипов, постепенно темнеющих к концу. Передние лапы с пятью подушечками на подошве. Задние лапы широкие и короткие, с волосатыми пятками и голыми подошвами, с пятью или шестью подушечками. Верхняя поверхность задних лап покрыта длинными серебристыми волосками, растущими рядом с основанием когтей, но не закрывающими их. Хвост скудно опушен и без конечного пучка волос. У самки три пары млечных желёз, что отличает этот род от других представителей трибы Oryzomyini, у которых их четыре пары.